# Steffen Dienewald

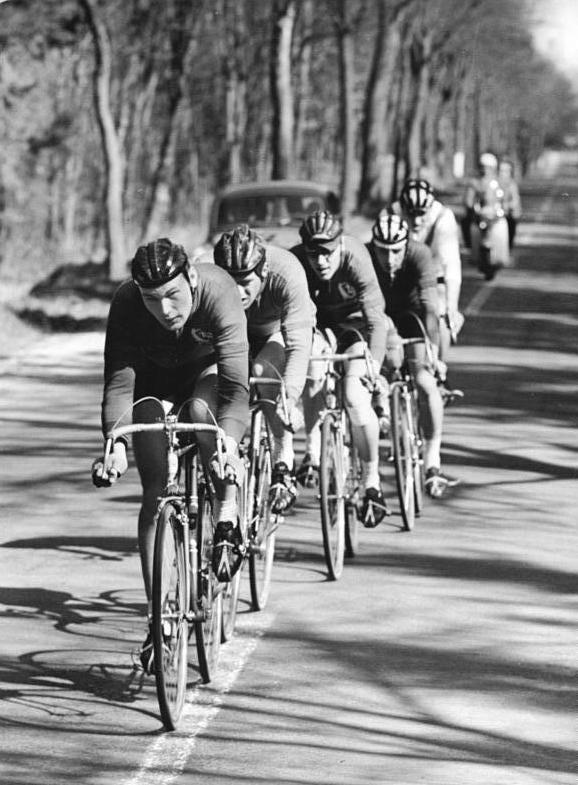
Richter, Dienewald, Drechsler, Dovatt, Thielecke 1967

Steffen Dienewald (* 9. September 1944) ist ein ehemaliger deutscher Radrennfahrer.

## Sportliche Laufbahn
Dienewald war Straßenfahrer, er war in der DDR aktiv. Er begann bei der SG Dynamo Dresden-Nord mit dem Radsport. Für diesen Verein gewann er 1964 die Oder-Rundfahrt.
Nach diesem Erfolg wurde er zum SC Dynamo Berlin delegiert und wurde 1965 Mitglied der Nationalmannschaft der DDR. In der Saison 1965 startete er in der Slowakei-Rundfahrt und wurde dort 27. des Endklassements. Genau diese Platzierung erreichte er auch in der folgenden Saison, in der er auch 26. der Polen-Rundfahrt wurde. Seine beste Platzierung in der DDR-Rundfahrt war beim Sieg von Dieter Grabe der 9. Platz 1968. Er wechselte 1969 zur BSG Post Berlin und bestritt noch bis 1972 Radrennen.